# Svea (1885)
Svea, officiellt HM Pansarbåt Svea, var ett pansarskepp i den svenska Kungliga flottan. Svea var det första pansarskeppet som byggdes för flottan och det första fartyget av tre i Svea-klassen, som hon bildade tillsammans med Göta och Thule.  
Sveas huvudbestyckning bestod av två 25,4 cm kanoner m/1889 och sekundärbestyckningen av fyra 15,2 cm kanoner. Hon byggdes på Lindholmens mekaniska verkstad i Göteborg och sjösattes den 12 december 1885, med  leverans till flottan den 20 september 1886. Under sin livstid genomgick fartyget ett flertal moderniseringar, varav den mest omfattande ägde rum 1903-04, då bland annat det svåra artilleriet ersattes av en 21 cm pjäs i enkeltorn. År 1921 byggdes Svea om till stabs- och ubåtsdepåfartyg och den 30 december 1941 utrangerades hon och såldes till Karlskrona örlogsvarv för skrotning. 

## Utformning

### Skrov
Svea var i allt väsentligt en vidareutveckling av 1860- och 70-talens monitorer och pansarkanonbåtar. Den mest iögonfallande skillnaden gentemot dessa var det betydligt högre fribordet som gav fartyget förmåga att verka till sjöss även i hårt väder. Skrovet var helt konstruerat i Motala bessemerstål och var 75,70 meter långt i vattenlinjen (drygt 15 meter längre än de största monitorerna). Skrovets största bredd var 14,84 meter medan djupgåendet uppgick till 5,18 meter. Förhållandet längd/bredd blev således 5,1. Svea hade ett standarddeplacement på 2 931 ton vilket ökade till drygt 3 273 ton med fartyget fullt rustat.
Fartygets sjöegenskaper höjdes ytterligare genom att backen var försedd med en så kallad brädgång, bestående av rättstående plåtluckor som kunde fällas ner då artilleriet behövde fritt skjutfält. Vid dåligt väder agerade dessa som en förhöjning av skrovsidorna och hindrade vatten från att skölja upp på backdäcket. I händelse av granatträffar kunde skrovet genom lång- och tvärskeppsskott delas in i totalt 194 vattentäta celler. Dessutom fanns det mellan trossdäck och pansardäck ett lager celler fyllda med kork som man hoppades skulle öka fartygets flytförmåga vid en nödsituation.Till skillnad från andra större pansarfartyg vid samma tid försågs Svea på grund av sin stävtorpedtub inte med någon ramm, något som beklagades från militärt håll. Stäven formades istället infallande till en så kallad "svanbog".

### Bepansring
Sveas bepansringsarrangemang utformades av chefen för Marinförvaltningens ingenjörsavdelning Göthe Wilhelm Svenson med inspiration från det brittiska slagskeppet HMS Inflexible. Huvudpansarbältet i vattenlinjen var 1,48 meter högt och löpte längs 35 meter av fartygssidan med stävarna oskyddade. Bältet hade en maximal tjocklek på 297 mm och smalnade mot sidorna till 147,4 mm, för att därefter öka till 197 mm mot aktern och 222 mm på akterkant. Vattenlinjepansaret monterades mot bordläggningen med ett lager teakträ som mellanlägg. Tillsammans med pansarbältet bildade pansrade tvärskepsskott ett bepansrat citadell kring maskinutrymmena och kanontornets ammunitionsdurkar. Ett 49 mm tjockt pansardäck som sluttade något åt stävarna, sträckte sig för och akter om vattenlinjebältet och bildade ett "lock" över citadellet. Till extra skydd för maskinområdet bidrog fartygets kolboxar så länge dessa var fyllda.

Fartygets kanon- och styrtorn var också kraftigt bepansrade. Det svåra artilleriets fasta barbett skyddades av 29,7 cm pansarplåt i fronten och 14,7 cm på sidorna och 19,8 cm i akterkant. Själva tornet var heltäckt med en pansartjocklek på 29,7 cm i fronten, 27,3 framtill på sidorna, 24,6 cm baktill och 27,3 cm på ryggsidan. Stridstornet skyddades runtom av 29,7 cm tjockt pansar. Allt pansarstål var inköpt från den franska firman Schneider & Co i Le Creusot.

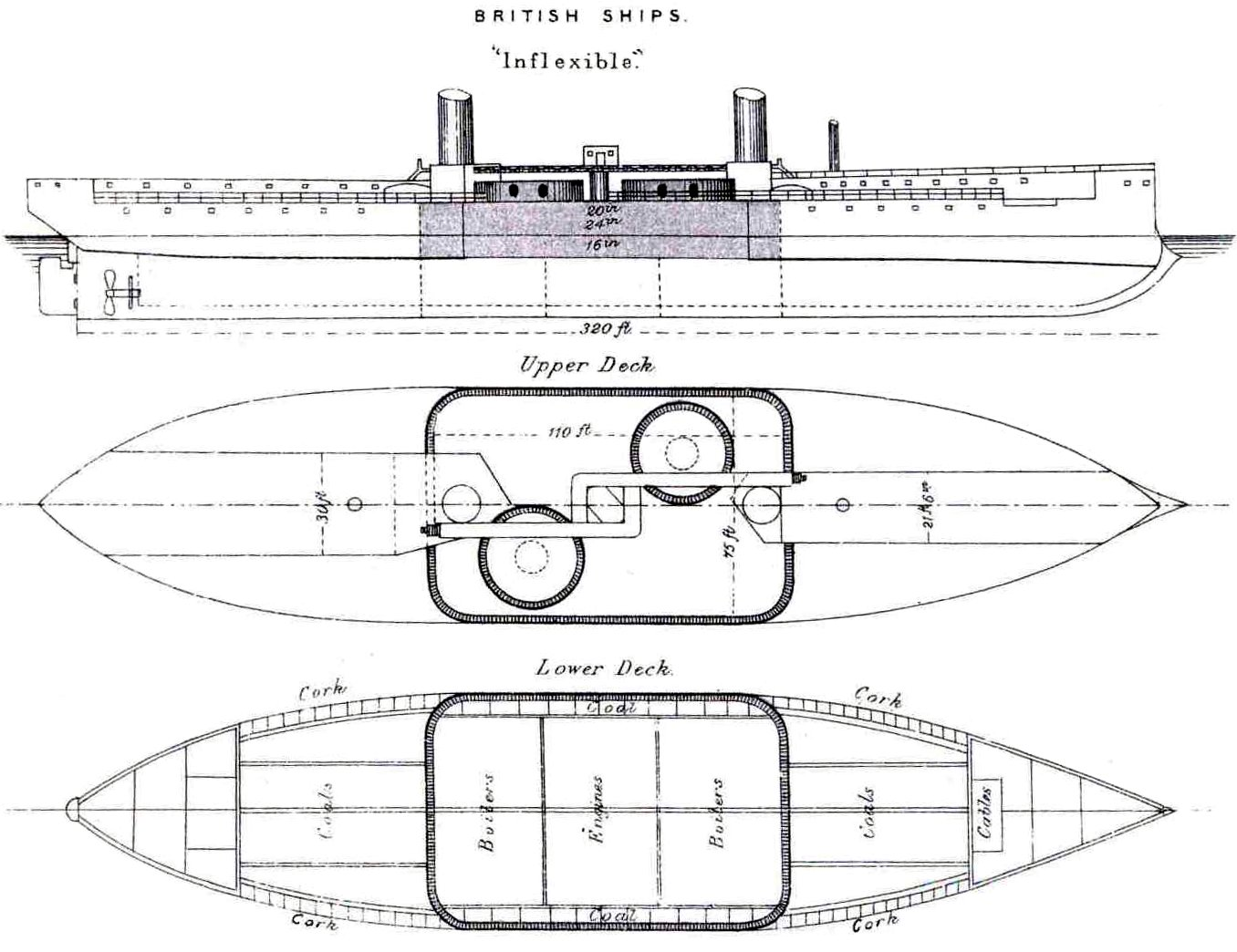
Ritning över det brittiska slagskeppet HMS Inflexible med pansarcitadellet markerat i grått.
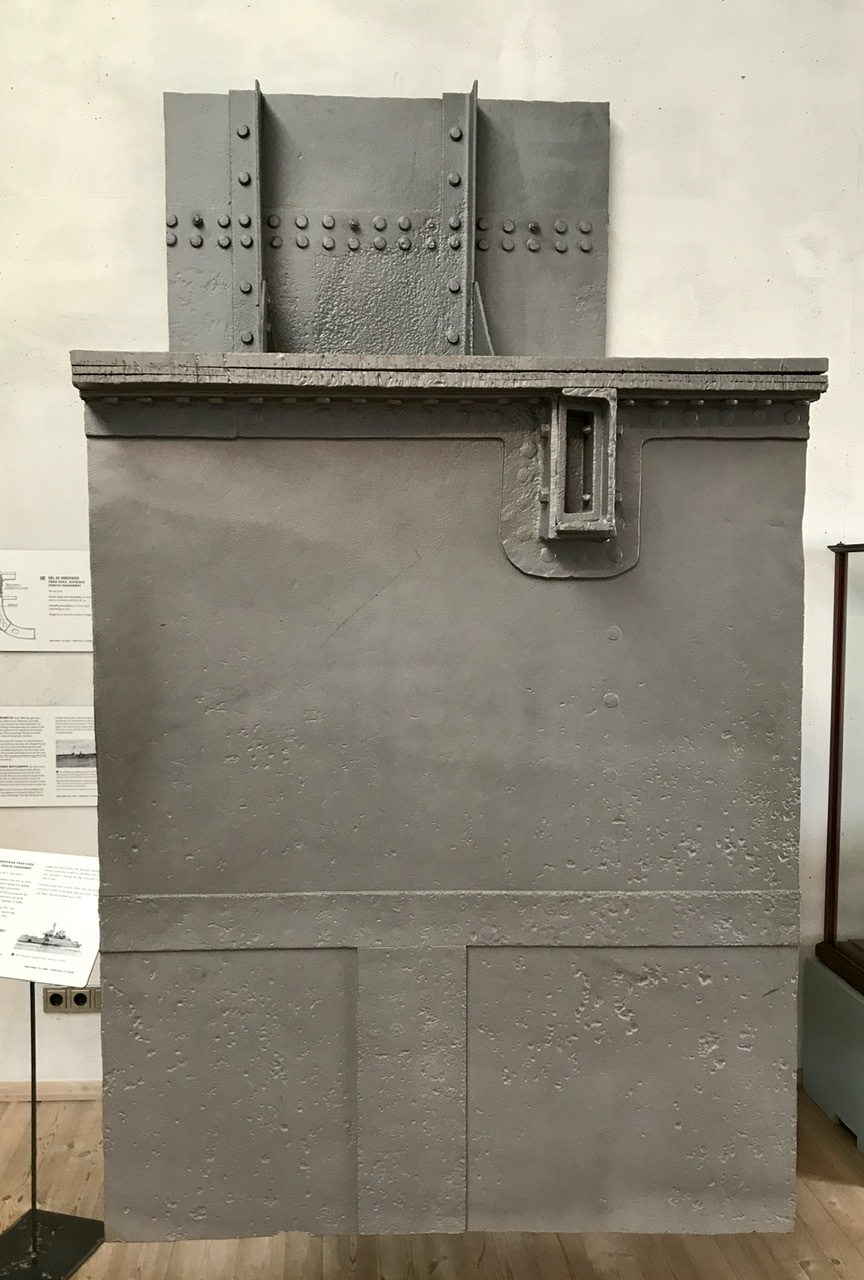
Del av Sveas skrovsida utställd på Marinmuseum i Karlskrona.
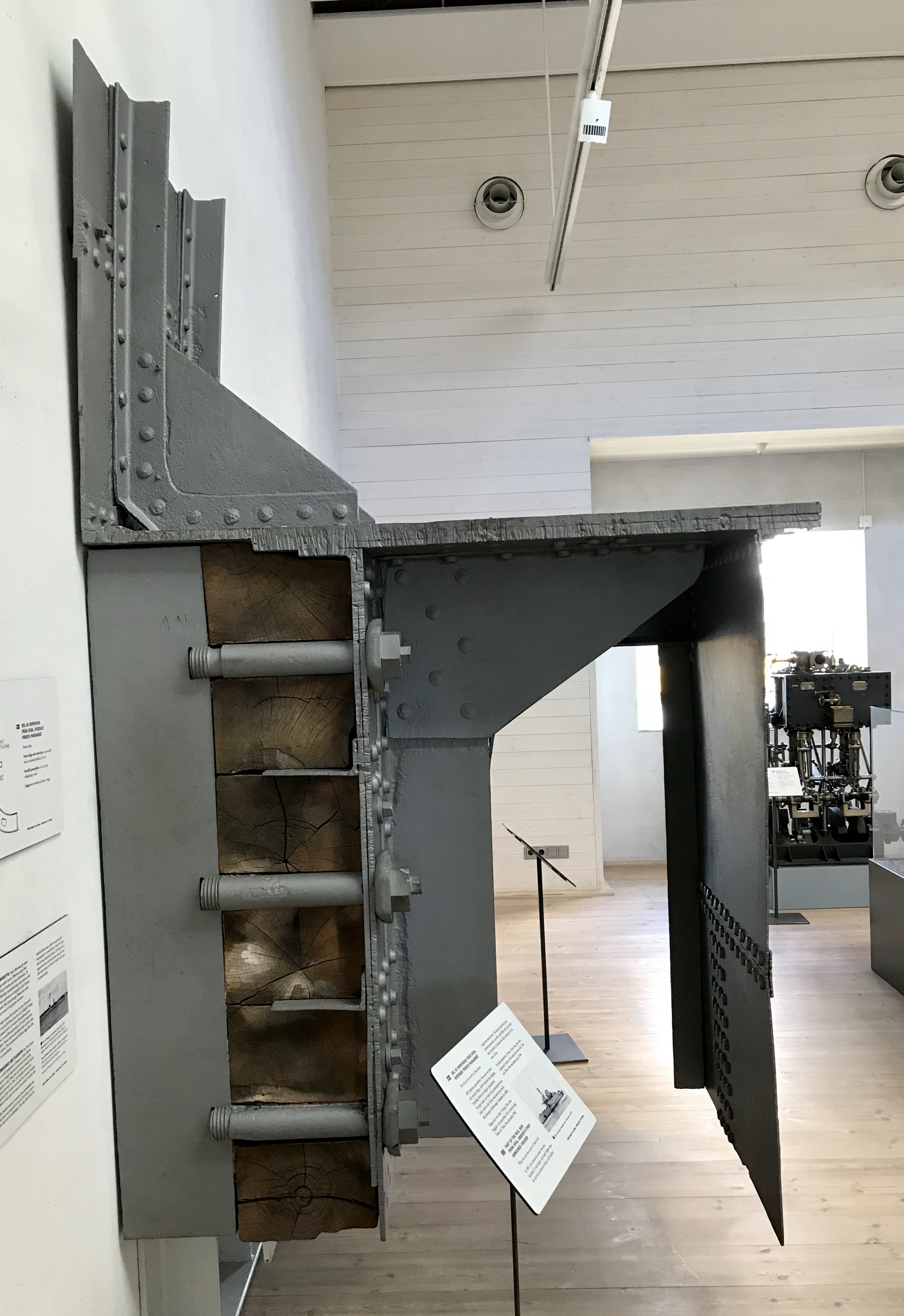
Samma sektion sedd från sidan. Notera lagret med teakträ mellan pansaret och fartygets skrov.

### Maskineri

Animation av en kompoundångmaskin (i detta fall en trefas trippelexpansionsmaskin) i arbete. Ånga under högt tryck (rött) leds in från ångpannan och passerar genom cylindrarna och går ut som ånga under lågt tryck (blått) till kondensatorn.

I slutet av 1800-talet var kolvångmaskinen det enda tänkbara framdrivningsmedlet för större örlogsfartyg. Propellermaskineriet på Svea bestod av två stycken tvåcylindriga Motala kompoundmaskiner, kopplade till var och en av fartygets två propellrar via varsin axel. Ånga levererades från sex cylindriska eldrörpannor uppställda i två pannrum för om maskinrummet, varför fartyget försågs med två skorstenar. Ångtrycket låg på drygt 5 kilo per kvadratcentimeter och maskineriet utvecklade en sammanlagd styrka på 3 100 indikerade hästkrafter (ihk) vid ett varvtal av 105 varv per minut, vilket gav fartyget en maxfart på 14,7 knop. Aktionsradien låg på cirka 2 240 nautiska mil vid 10 knops fart. Bränsleförbrukningen uppgick till drygt ett kilo kol per hästkraft och timme.
När Svea byggdes behövde man räkna med en maskinvikt på över 100 kilo per hästkraft. Maskineriet krävde också ett avsevärt utrymme i skrovet, 73 kvadratmeter i ett plan per 1 000 hästkrafter. För att ångmaskinerna skulle kunna ligga skyddade under pansardäcket installerades de "liggande" det vill säga med cylindrarna vända bordvarts. Av hänsyn till fartygets begränsade bredd var maskinerna "dubbelvikta", vilket innebar att vevaxeln låg närmast cylinderbotten. Detta resulterade i att varje kolv hade två stänger fästade utanför toppens centrum, arbetande på varsin sida om vevaxeln. Fartygets kondensorer låg inrymda under maskinerna.

### Bestyckning

#### Artilleri

##### Huvudartilleri

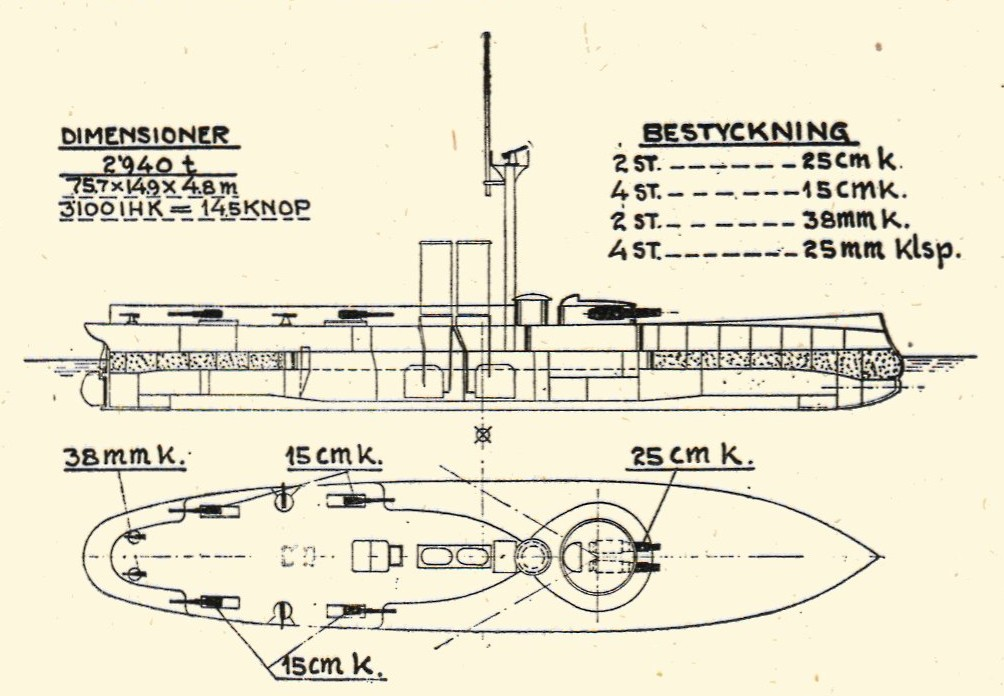
Ritning över Svea i sitt originalutseende med kanonernas kalibrar angivna i cm och mm. Teknisk tidskrift 1936.

Sveas huvudartilleri stod internationellt sett på högsta nivå och utgjordes av två 25,4 cm bakladdningskanoner i ett förligt dubbeltorn. Pjäserna beställdes från de brittiska Armstrongverken i Elswick och fick den svenska modellbeteckningen m/1885. Eldrören vilade i en slags lavettsadel, som kunde röra sig fram och tillbaka på två underliggande kursörbalkar. Mellan balkarnas inre ändar fanns en hydraulisk rekylbroms. Kanonerna höjdriktades med hjälp av en ångmaskindriven vätskepump, som via en cylinder och en kolv med vätsketryck pressade kursörbalkarna uppåt. Sidriktning skedde genom att hela tornet vreds via ett kugghjul och en kuggkrans som satt kring tornets undersida. Pjäserna kunde riktas uppemot 136° åt vardera sida.
25 cm kanonerna kunde avfyra en 200 kg tung granat var femte minut. På ett avstånd av 2 000 meter beräknades en stridsladdad projektil kunna slå igenom pansaret på samtliga örlogsfartyg som fanns i Östersjön. Kanonernas maximala skottvidd uppskattades till cirka 8 500 meter.

##### Sekundärartilleri
Sekundärartilleriet var också tillverkat av Armstrong och bestod av fyra enkla 15,2 cm kanoner med beteckningen m/1883, uppställda bakom 25,4 mm tjocka pansarsköldar i den öppna överbyggnaden akter om skorstenarna, med två pjäser på vardera sida om fartyget.

#### Antitorpedbåtsvapen
Till skydd mot torpedbåtar fanns på akterkanten två 38 mm kanoner m/1884. Under 1880-talet var torpeden ännu ett ganska oprövat vapen och skjutavstånden var tämligen korta. På grund av detta väntade man sig att anfallande torpedbåtar skulle försöka slå till med överraskning nattetid. I syfte att motverka sådana anfall hade Svea i skrovet på varje sida två "tamburer" (utskjutande halvcirkulära plattformar), vardera försedd med en fyrpipig 25,4 mm kulspruta m/1877 i dubbellavettage. Dessa vapen lämpade sig även för avvisande av äntringsförsök, något som ännu betraktades som ett realistiskt hot. För att belysa anfallande båtar och underlätta eldledningen var fartyget utrustat med fyra strålkastare. Uppe i militärmastens märs fanns också en tiopipig 12 mm kulspruta m/1875.
De två ångslupar som fartyget förde med sig kunde bestyckas med varsin kulspruta och två stångtorpeder.

#### Torpeder
Svea var det första svenska pansarfartyget att utrustas med torpedtub. Torpedrummet var belägget längst ner i förstäven under pansardäcket och hade plats för sammanlagt sex torpeder av m/1889. Denna konstruktion gjorde dock att förskeppet blev känsligare för stötar, varför man fick avstå från att utrusta fartyget med ramm, vilket beklagades i militära kretsar.

## Bakgrund och tillkomst

### De första svenska pansarbåtarna
Vid 1860-talets början hade den snabba militärteknologiska utvecklingen gjort den svenska flottan föråldrad. Ett av de sista större örlogsfartygen i trä, ångkorvetten Vanadis, hade sjösatts så sent som 1862 och flottan förfogade ännu inte över några bepansrade enheter. Det försvarspolitiska tänkandet i Sverige dominerades vid denna tid av den så kallade centralförsvarsprincipen. Denna gick ut på att armén i händelse av en invasion under fördröjningsstrider skulle dra sig tillbaka inåt landet till fästningen Karlsborg, där den anfallande fienden skulle mötas och förhoppningsvis besegras. Då detta tankesätt lade huvuddelen av försvarsbördan på armén kom flottan i första hand att fungera som ett mobilt inloppsförsvar, som bara skulle ta strid med fienden inom den egna skärgårdens gränser.

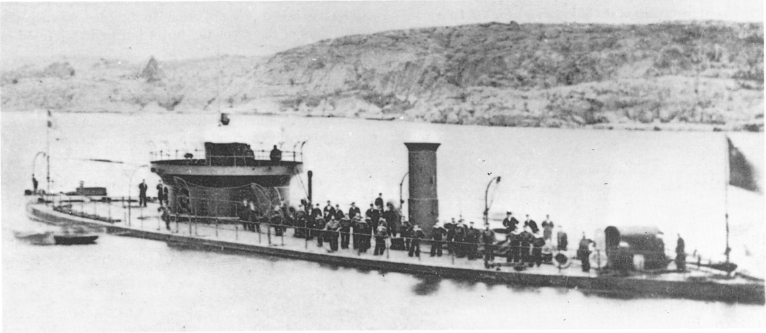
Monitoren John Ericsson, sjösatt 1865.

Striderna till sjöss under det amerikanska inbördeskriget 1861-65, och i synnerhet kampen mellan nordstaternas Monitor och sydstaternas Virginia vid Hampton Roads den 9 mars 1862 visade dock vad pansrade fartyg med ångmaskin och propeller var kapabla till. Monitor var konstruerad av den svenske uppfinnaren John Ericsson, som 1839 hade bosatt sig i USA. Fartygets skrovform med lågt fribord, ett vridbart kanontorn och skyddande pansarplåtar, var något helt nytt inom skeppsbyggnadskonsten. Ericssons fartyg var bäst lämpat för kustnära vatten och passade därför väl in i det svenska centralförsvarstänkandet. John Ericsson delgav gärna sitt gamla hemland konstruktionsritningarna och redan tre månader efter slaget påbörjades en utveckling av motsvarande fartyg inom svenska flottan. Åren 1864-1875 byggde svenska varv inte mindre än 14 monitorer och pansarkanonbåtar, men snart blev det uppenbart att Sverige var i behov av större örlogsfartyg som kunde möta en angripare även utanför skärgården.

### Kapprustningen vid Östersjön
Från seklets början fram till omkring 1870 hade Sverige och Ryssland varit de enda stater som hade flottor av betydelse i Östersjön. Efter sin seger i det fransk-tyska kriget 1870-71 framstod dock det nybildade tyska kejsardömet som regionens ledande militärmakt. Tyskland förfogade i början av 1870-talet redan över en stark örlogsflotta som bland annat innehöll 9 större pansarfartyg med relativt goda sjöegenskaper. Redan under 1880-talet hade Tyskland nått positionen som den fjärde största sjökrigsmakten i världen efter Storbritannien, Frankrike och Ryssland.
Även den ryska flottan hade tagit åt sig av lärdomarna från Hampton Roads. Bara några månader efter slaget slopades nästan alla flottans gamla linjeskepp, för att ersättas av ångdrivna järnfartyg. Vid de ryska varven vid Östersjön byggdes under 1860-talet tio monitorer efter amerikanskt mönster och under 1870-talet försågs marinen bland annat med 100 torpedbåtar. Dessutom inköptes femton torpedbåtar från det tyska varvet Schichau.

### 1880 års sjöförsvarsutredning

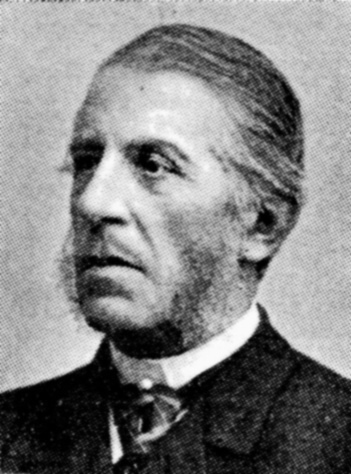
En av de drivande krafterna bakom byggandet av pansarskeppet Svea var chefen för sjöförsvarsdepartementet Fredrik Wilhelm von Otter.

I Sverige följde man utvecklingen i närområdet med stort intresse. Vid 1875 års riksdag förordade chefen för sjöförsvarsdepartementet Fredrik Wilhelm von Otter byggandet av en klass oceangående pansarbåtar utrustade med kraftigt artilleri. Efter häftig debatt i riksdagen avslogs von Otters förslag och förstärkandet av flottan sköts på framtiden. Hotet från de ryska och tyska flottorna togs emellertid på allvar och 1879 tillsattes en kommitté för att utreda vilka fartygstyper flottan behövde. Den så kallade certkommittén kom bland annat fram till att det fanns ett stort behov av pansrade artillerifartyg med förmåga att operera på öppet hav, och inte enbart nära egen kust som monitorerna och pansarkanonbåtarna. Denna nya fartygstyp fick benämningen pansarbåt typ A.
Den nytillträdda regeringen 1880 tillsatte en parlamentarisk försvarsutredning för flottan. Utredningskommittén stannade snart vid en pansarbåtstyp på 2 600 ton (i princip av typ A) med en byggkostnad på drygt 2,3 miljoner kronor. Kommittén förordade en snabb anskaffning av tre sådana fartyg. För en årlig kostnad av 2 miljoner kronor menade man att Sverige inom loppet av 15 år skulle förfoga över en havsgående flotta bestående av 8 pansarbåtar samt 34 torpedbåtar. Efter ytterligare 15 år, det vill säga omkring 1913, skulle flottan bestå av 14 pansarbåtar samt 80 torpedbåtar. Vid 1883 års riksdag togs sjöförsvarsfrågan upp igen. Medel till byggandet av den första pansarbåten anslogs av riksdagens första kammare men inte av den andra. Förslaget bifölls dock efter gemensam votering.

## Historia

### Byggnation och leverans
Den 14 januari 1884 tecknades kontrakt med Motala Mekaniska Verkstad, vars dotterföretag i Göteborg, Lindholmens Mekaniska verkstad, fick i utdrag att bygga pansarbåten. Kostnaderna för själva fartyget, det vill säga utan bestyckning, ammunition eller annan militär utrustning, uppgick till 1 134 000 kronor.
I mars samma år kölsträcktes Svea och efter utrustningsarbeten sjösattes hon den 12 december 1885. Trots den uppmärksamhet som debatten kring fartygets byggande väckt blev ceremonin mycket enkel. Kung Oscar II, som hela tiden hyst ett stort intresse för flottan, kunde inte närvara på grund av det svåra vintervädret. Det hölls inga högtidliga tal, något som annars var brukligt vid sjösättningar på denna skala, och ingen traditionell namngivning ägde rum, bara en enkel gest från varvschefen till timmermannen att slå loss stapelbäddslåsarna. Det formella överlämnandet skedde den 20 september 1886 då en hämtningsexpedition från flottan anlände till Göteborg ombord på kanonbåten Skagul. Fem dagar senare avgick båda fartygen till Karlskrona örlogsvarv där Sveas bestyckning fördes ombord.
Då Svea togs i tjänst var hon i alla hänseenden ett mycket slagkraftigt fartyg. År 1886 fanns exempelvis i den brittiska slagskeppsflottan, som omfattade ett 40-tal fartyg, bara två svåra och fyra medelsvåra bakladdningskanoner, medan resten var mynningsladdare. Svea hade därför vid leveransen en slagkraft som väl kunde mäta sig ett brittiskt slagskepps.

### Moderniseringar
I takt med sjökrigsmaterielens utveckling kom Svea successivt att moderniseras. Redan år 1890 skedde den första ändringen då fyra 57 mm kanoner m/1889 tillfördes bestyckningen. 1896-97 byttes de fyra 15,2 cm kanonerna ut mot lika många snabbskjutande 12 cm kanoner m/1894 tillverkade av Bofors-Gullspång. Samtidigt ersattes de 1890 tillkomna fyra 57 mm kanonerna och de två 38 mm kanonerna med sex 57 mm kanoner m/1889B.

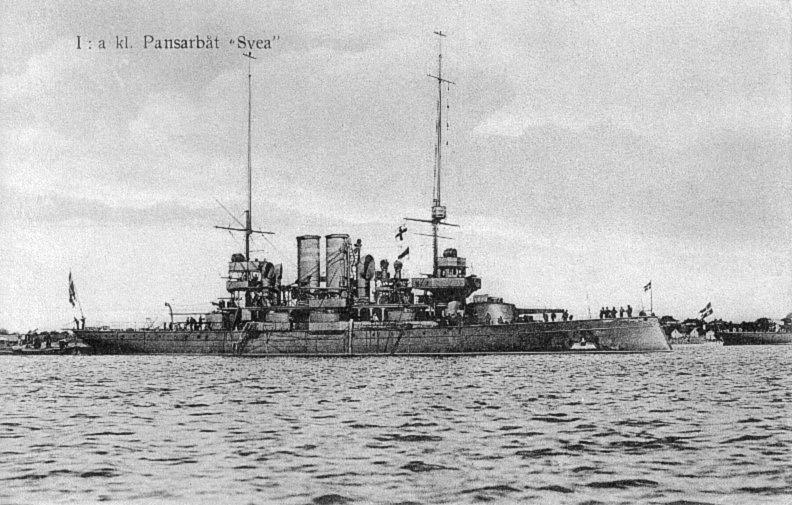
Svea efter ombyggnaden 1903-04. Det svåra artilleriet har nu ersatts av en 21 cm Boforskanon i ett förligt enkeltorn. Samtida vykort.

Moderniseringen 1897 blev bara partiell och två år senare begärde kunglig majestät ytterligare medel för att sätta Svea och hennes systrar i fullt tidsenligt skick. Ombyggnadsarbetena ägde rum mellan 1900 och 1904. Fastän Svea var äldst fick hon vänta till sist med att moderniseras. En väsentlig och kostsam punkt var ersättningen av det tunga artilleriet. Erfarenheter från bland annat spansk-amerikanska kriget 1898 hade gett bevis på svagheterna i att ha huvudbestyckningen koncentrerad till ett och samma torn, som enkelt kunde slås ut av en enda granatträff. Ungefär samtidigt hade emellertid chefen för Karlskrona artillerikår, överste Anders Fredrik Centervall, begärt pengar av regeringen för en modernisering av örlogsbasens fästningsartilleri. Det rådde stor osäkerhet om vilket av önskemålen som skulle uppfyllas. I slutändan beslutade man sig dock för en kompromisslösning. Fartygen utrustades enligt begäran med moderna pjäser medan kustfästningens artilleri ersattes med pansarbåtarnas begagnade dubbeltorn.
Sveas nya huvudartilleri utgjordes av en enkel 21 cm kanon m/1898 tillverkad av Bofors. Den hade något högre eldhastighet än föregångarna och med ny ammunition ansågs kaliberminskningen vara acceptabel. Om fartyget kunnat bära ytterligare ett torn av samma typ hade det varit en fördel, men man fick istället nöja sig med att ersätta det medelsvåra artilleriet med sju 15,2 cm kanoner m/1898 i pansrade enkeltorn. Tre av dessa ställdes upp på varje gångbord och ett på akterdäck. Detta arrangemang kom bland annat att minska kolboxarnas volym. Det lätta artilleriet kom efter moderniseringen att bestå av elva 57 mm kanoner m/1889B, samtliga av Bofors fabrikat.
Under samma ombyggnad ersattes den tunga militärmasten av en stångmast i järn som bar en lätt märs för utkik och ett signalrå. En aktra råförsedd mast tillkom också. Samtidigt ersattes fartygets gamla trädäck till förmån för ett på undersidan isolerat däck av järn och i inredningen avlägsnades en stor del av trämöblerna. För att förbättra ventilationen drogs ventiler upp i fartygssidan och tamburerna i skrovet togs bort. Vid ombyggnaden förändrades också pansarskyddet. Man kunde nu tillverka bättre pansar och med mindre tjocklek få samma grad av skydd som tidigare. De nytillkomna 21 och 15,2 cm pjäserna försågs därför endast med 19 respektive 11,5 cm pansarplåt. 

### Den sista tiden

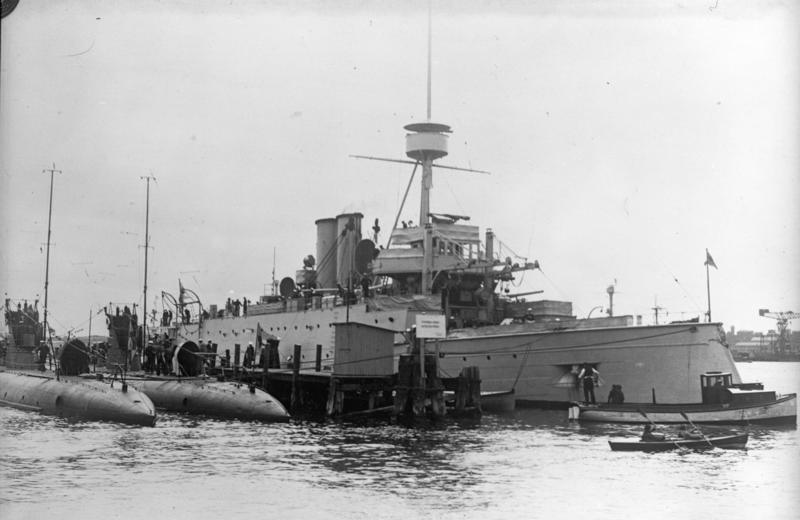
Svea som ubåtsdepåfartyg på besök i Kiel i Tyskland 1929.

Strax efter ombyggnaden överfördes Svea från kustflottan (dåvarande kusteskadern) till lokalstyrkorna. I det spända läget inför unionsupplösningen 1905 fick hon uppgifter i den svenska krigsplaneringen och hon kom även att rustas under första världskriget 1914-18. Den omfattande moderniseringen till trots gjorde den snabba militärtekniska utvecklingen att Svea snart blev gammalmodig. Under kriget stod det därför klart att fartyget inte längre kunde tillräknas något stridsvärde. 

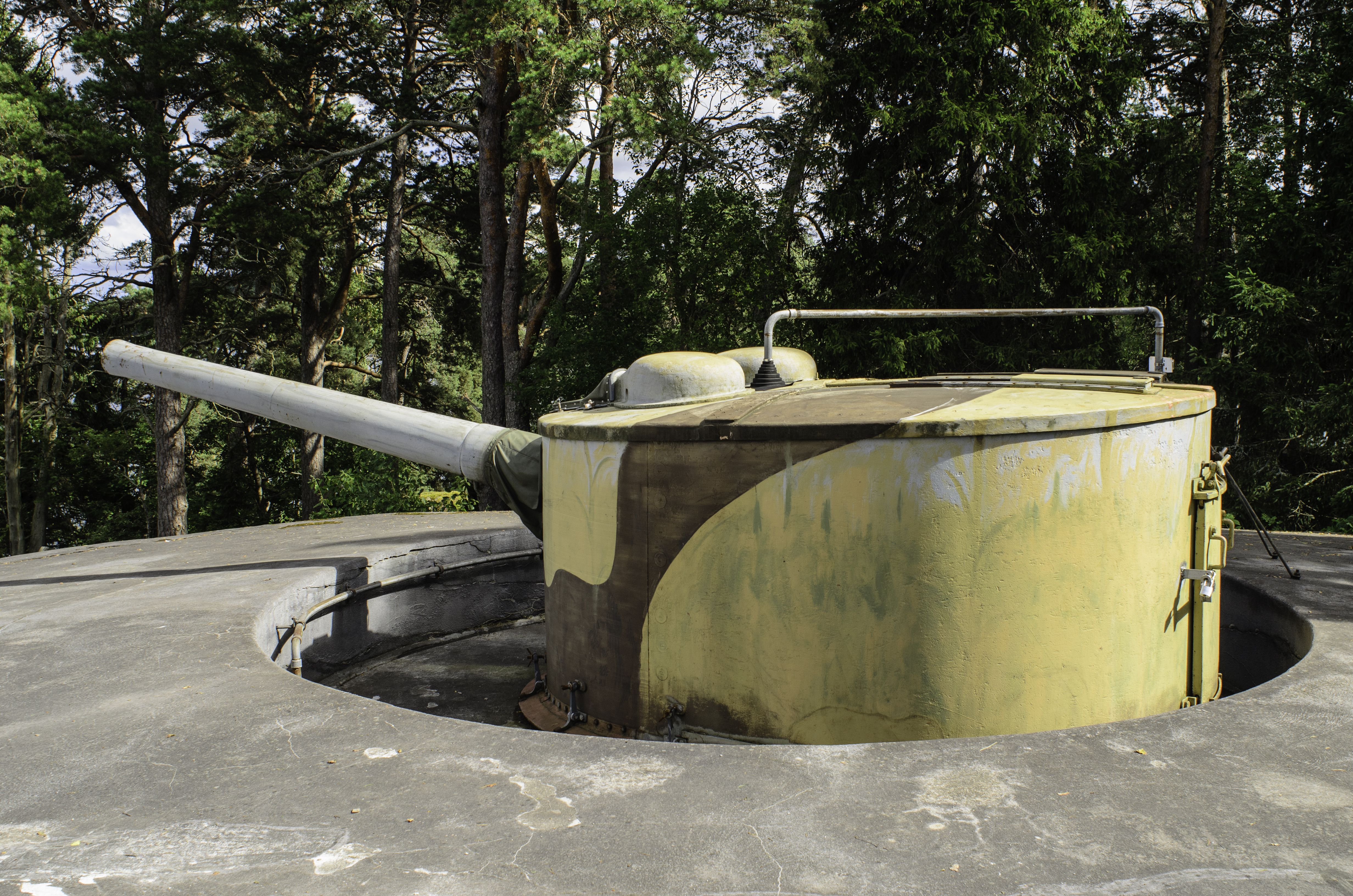
Kanon på Siaröfortet.

 1915 degraderades Svea till kasernfartyg och två av hennes 15,2 cm kanoner togs bort för att installeras på Siaröfortet. Tre år senare beslutade man att omvandla henne till depåfartyg för ubåtar. 21 cm kanonen och de återstående 15,2 cm pjäserna avlägsnades och ett stort däckshus uppfördes. Detta sträckte sig från bryggans förkant nästan ända bak till akterstäven. Arbetena var klara 1921. År 1932 utgick de fyra 12 cm pjäserna. Den enda bestyckning som nu återstod var två 40 mm Vickers luftvärnskanoner m/1922. Mot slutet av 1930-talet togs halva antalet pannor samt ena skorstenen bort. Motorerna var då i så dåligt skick att fartyget inte längre kunde gå för egen maskin.  1941 togs beslutet att utrangera henne. Samma år såldes Svea till Karlskrona örlogsvarv för skrotning och höggs upp där 1943-44.